# Australomochlonyx nitidus
Australomochlonyx nitidus (лат.) — вид двукрылых из семейства Chaoboridae, выделяемый в монотипический род Australomochlonyx. Эндемик юго-восточной Австралии. Личинки являются фильтраторами в отличие от всех других представителей семейства.

## Внешнее строение
Первый членик усиков коричневый, без волосков. Верхняя губа с четырьмя шипами на вершине. Затылок темно-коричневый. Среднеспинка выпуклая, темно-коричневая, блестящий, нависает над переднеспинкой. Самец со срединным пучком щетинок на переднем крае переднеспинки. Щетинки на щитке располагаются в несколько рядов. Кубито-анальная жилка на крыле прямая.  Жужжальца с бледным стеблем и темной головкой. Головка жужжалец покрыта многочисленными тёмными щетинками. Голени без шпор на вершине. Генитальные сегменты брюшка самки сдавлены с боков, стерниты с заметными щетинками на заднем крае. 
Задние углы седьмого сегмента брюшка куколки острые.
Голова личинки крупная. Мандибулы относительно крупные с веером из более 100 длинных изогнутых волосков с микроскопической бахромой.

## Образ жизни
Личинки развиваются в ручьях с медленным течением воды и болотистом грунте. Личинки плавают в нескольких сантиметрах от дна, делая взмахи веером волосков на верхних челюстях. Поднимающиеся мелкие частицы грунта фильтруются. После этого пища поступает в преджелудочек и перетирается находящимися в нём зубчиками. Такой способ питания отличает этот вид от других представителей семейства, являющихся активными хищники. 
Имаго встречаются вблизи мест развития личинок. В отличие от всех других представителей семейства, комары не летят на свет.

## Распространение
Вид известен только зх нескольких пунктов в провинциях Виктория и Новый Южный Уэльс (Австралия).